# The Believer (film)
The Believer è un film del 2001, diretto da Henry Bean e scritto con la collaborazione di Mark Jacobson.
Tratta da un'opera teatrale scritta dallo stesso Bean, la pellicola narra fatti biografici e vicende personali ispirati alla vita di Dan Burros, membro attivo dell'American Nazi Party, antisemita convinto seppure sia stato circonciso e cresciuto secondo le tradizioni ebraiche della famiglia.

## Trama
The Believer è la storia di Daniel Balint, un giovane skinhead neonazista di periferia. Fin dall'inizio mostra il suo sentimento riguardo al concetto di razza: sceso da un bus insieme a un ebreo aspetta di avvicinarlo in una strada isolata per colpirlo con calci e pugni. La sera stessa partecipa a un raduno di militanti nazisti, che sembrano voler parlare della sola politica e del concetto di nazione e identità: infatti, non appena Daniel si intromette parlando delle leggi razziali naziste e dell'idea di razza pura, nessuno gli dà credito, ma riuscirà comunque ad aprire un lungo discorso che colpirà il capo della riunione, Curtis Zampf.
Facendosi strada nel mondo del neofascismo e del neonazismo si convince di uccidere Ilior Manzetti, un ebreo bulgaro direttore di una banca d'investimento. Per fare ciò occorre tempo e denaro, e di questo si occupa Curtis, il quale comunque mostra timore nel farsi avanti politicamente con un omicidio. Dopo essere uscito dalla casa di Curtis, Danny si ritrova con alcuni suoi amici neonazisti e con loro fa a botte contro tre neri che li avevano importunati in una strada di New York.
Entrambe le parti vengono incarcerate, ma Danny e i suoi amici vengono liberati sotto cauzione pagata da Carla, un'amica di Curtis. Per tutto il film è ricorrente una scena d'infanzia di Daniel: ancora piccolo in una classe di una scuola ebraica, comincia una lunga conversazione con il professore di religione su Abramo, sul peccato originale e sui problemi dell'ebraismo e del "popolo eletto", fino a quando scappa di classe correndo per le scale scendendo i piani.
Daniel viene contattato da un giornalista del New York Times - che si era in precedenza inserito sotto mentite spoglie nel circolo dei seguaci di Curtis - e una mattina lo incontra in un ristorante. Con lui apre un lungo discorso sul sionismo, gli ebrei e la sessualità, un controllo ebraico (dal controllo dei media, alla finanza, ecc.), ma durante l'intervista il giornalista fa capire di essere molto arguto dal momento che, informandosi sul passato di Danny, è venuto a scoprire che da piccolo è stato istruito in una scuola ebraica arrivando a celebrare il bar mitzvah.
La cosa fa innervosire Danny a tal punto che tira fuori una pistola minacciando il giornalista di uccidersi se avesse pubblicato l'articolo sul quotidiano. Su invito di Curtis, Daniel, insieme al suo amico Billings, si reca presso un campo di skin neonazisti per adempiere a ciò che ha promesso, cioè uccidere Manzetti, e nel frattempo imparare il più possibile del nazismo e del problema ebraico.
Ma è proprio durante questo periodo di addestramento che la banda di neonazisti viene portata in tribunale da due ristoratori ebrei che sono stati da loro picchiati. Il giudice dà ai ragazzi due possibilità: passare un mese in carcere o partecipare a una seduta con sopravvissuti all'Olocausto. Durante la seduta, i ragazzi scherniscono e insultano i partecipanti all'incontro. Uno dei presenti ricorda un episodio di crudeltà che ha vissuto durante la guerra: suo figlio, a soli tre anni, è stato ucciso da un soldato tedesco sotto i suoi occhi.
Daniel è disgustato dal fatto che il sopravvissuto non avesse avuto la forza di reagire e, quando gli anziani presenti gli rispondono che lui stesso non si sarebbe comportato diversamente, decide di lasciare l'incontro: l'episodio diventerà un pensiero ricorrente per il protagonista, che immagina di riviverlo dapprima nel ruolo del soldato e successivamente nel ruolo dell'ebreo, in un futile tentativo di resistenza.
Daniel, insieme ai nuovi amici, organizza un attentato dinamitardo nella sinagoga principale della città piazzando una bomba sotto il pulpito, programmandola per l'esplosione alcuni giorni dopo la celebrazione religiosa. Tuttavia la bomba non esplode, probabilmente a causa di un difetto nell'alimentazione del detonatore. Danny, nel frattempo, si muove per fare un passo avanti e viene coinvolto da Drake nel tentato omicidio di Manzetti.
Appostati fra i cespugli di notte, Drake e Daniel attendono che Manzetti esca da un edificio dove ha tenuto una conferenza: Daniel mira, spara ma sbaglia, forse di proposito. Ciò fa infuriare Drake che crede che lo abbia fatto apposta e si rende conto che il suo camerata in realtà è ebreo, cosa che sospettava da tempo: ne nasce una lite durante la quale Daniel spara a Drake prima che lui faccia altrettanto e scappa via convinto che Drake sia morto.
Curtis apre un'associazione fascista alla luce del sole e incarica Danny di farsi carico della raccolta fondi. Le prime conferenze di Daniel sembrano un successo ma dato che, oltre ai militanti, servono anche i soldi per la retta e l'affitto, Daniel si muove anche in questa direzione. Durante un colloquio con un bancario circa la donazione di quest'ultimo nasce un diverbio durante il quale Daniel accusa il potenziale finanziatore di essere un ebreo.
La vita di Daniel si fa sempre più complicata, stretta tra l'antisemitismo e la sua riscoperta della religione ebraica, che avviene a seguito dell'incontro con ex compagni di scuola, ormai adulti, che frequentano la sinagoga. Anche Carla, la ragazza di cui Daniel si è invaghito, si appassiona allo studio dell'ebraico e dell'ebraismo, apparentemente al fine di conoscere il nemico. A tal proposito, resasi conto che Daniel legge e parla l'ebraico, si fa insegnare questa lingua e insieme leggono passi della Torah; addirittura Carla arriva a partecipare a incontri in sinagoga.
I due hanno anche una discussione su come il Dio degli ebrei sia essenzialmente indefinibile e distante dagli uomini. Daniel sembra ritrovare l'identità ebraica persa, ma, mentre partecipa a una preghiera insieme a dei vecchi amici, litiga con un vecchio compagno di scuola, Avi, circa il sionismo e il nazismo, che Danny pone sullo stesso livello, ovvero ideologie razziste. Su queste parole scatta la rissa con Avi e Daniel viene accompagnato fuori dall'edificio.
La sera stessa, Daniel tiene un discorso con personalità importanti impegnate nel neofascismo a New York su invito di Curtis ma, durante il discorso, invita i presenti ad amare gli ebrei in quanto ritiene che questo sia l'unico modo per distruggere un popolo che con l'odio si rafforza. Il messaggio non viene colto e quando Daniel inizia a cantare una preghiera in ebraico viene allontanato dalla moglie di Curtis, infuriata per l'atteggiamento tenuto da Danny. Tuttavia Daniel, ancora preso dal proposito di uccidere un ebreo, mette una bomba nella sinagoga, proprio sotto il pulpito e la programma per le 19:30 del giorno seguente, orario in cui si svolgerà la funzione del Yom Kippur.
La mattina del giorno dell'esplosione, al telegiornale viene data la notizia dell'omicidio di Manzetti: anche se tutti credono sia stato Daniel, in verità il responsabile è Drake, fortunosamente sopravvissuto al colpo di fucile. La sera del fatidico attentato il protagonista viene colpito dal rimorso, soprattutto perché alla preghiera vi sono alcuni suoi amici cari: di conseguenza, dopo essersi sostituito al lettore ufficiale dell'orazione, avverte tutti di fuggire il prima possibile dalla sinagoga. Solo lui rimane all'interno aspettando l'esplosione per liberarsi di quella vita oramai diventata un tormento.
Prima di morire ha nuovamente la visione ricorrente di lui alla scuola ebraica: questa volta però Daniel si vede adulto. Il professore desidera continuare il discorso su Isacco che, dice, potrebbe essere morto e risorto nel nuovo mondo. Simbolicamente, Danny lo ignora e continua testardamente a salire le scale, trovando solo infinite altre scale, altri pianerottoli e lo stesso insegnante che lo invita a desistere poiché "non c'è niente lassù".

## Accoglienza

### Riconoscimenti
- 2001 – Noir in Festival
  - Premio Leone Nero al miglior film
- 2001 – Festival cinematografico internazionale di Mosca
  - San Giorgio d'oro
- 2001 – Sundance Film Festival
  - Gran Premio della Giuria

### Incassi e critica
Gli incassi furono scarsi: il film ottenne 416,925 $ a fronte di un budget di 1,5 milioni di dollari. Il film venne comunque acclamato dalla critica.